# Зворничка пјешадијска бригада
Зворничка пјешадијска бригада је била пјешадијска јединица Војске Републике Српске, у саставу Дринског корпуса.

## Састав
Стајаћу моћ бригаде чинили су десет пешадијских батаљона. Осим ових батаљона, у саставу бригаде су се налазили и оклопно-механизована чета, мешовити артиљеријски дивизион, позадинска чета, чета војне полиције, инжињеријска чета, вод везе и извиђачка чета. Бројно стање пешадијских батаљона било је у распону 430-630 бораца. Бригада је у једном тренутку имала чак 5.700 бораца.

## Ратни пут
Бригада је основана у другој половини 1992. године. Зона одговорности бригаде била је одбрана ширег рејона Зворника. Током борбених дејстава борци ове бригаде су се најчешће борили са припадницима 2. корпуса АРБиХ (Тузла) и 28. дивизије АРБиХ (Сребреница). На пролеће 1995, бригада је помогла укидање опсаде локалитета Столице на Мајевици у операцији Спреча 95. Бригада је учествовала у операцији Криваја. Након заузимања источнобосанских енклава у јулу 1995. године, команда бригаде добија наредбу да, ослањајући се на све јединице Дринског корпуса, формира једну лаку пешадијску бригаду и упути је на дрварско-граховско ратиште. Бригада је названа Друга дринска лака пешадијска бригада. Бригадом је лично командовао пуковник Винко Пандуревић. Ударну снагу ове бригаде чинио је подрињски одред "Вукови са Дрине". Јединица је заједно са 65. заштитним пуком учествовала у покушају заузимања Грахова 12–14. августа 1995, у склопу операције Вагањ, али нису успјели, те се 14. августа враћају на почетне положаје. Током здружене операције ХВ, ХВО и АРБиХ Маестрал, када су јединице ХВ заузеле Шипово, Друга дринска бригада је била принуђена да 15. септембра заузме резервне положаје подно Оштреља.
Укупни губици Зворничке бригаде су 538 погинула борца, 32 нестала борца, 1.800 рањених бораца, од којих је око 1.100 са трајним последицама инвалидности.
У току рата Зворничка пјешадијска бригада одликована је Медаљом Петра Мркоњића.